# エリザベス・アンスコム
ガートルード・エリザベス・マーガレット・アンスコム (英: Gertrude Elizabeth Margaret Anscombe、1919年3月18日 - 2001年1月5日）は、イギリスの哲学者。夫ピーター・ギーチとともにヴィトゲンシュタインに学び、彼から深い信頼を得て、『哲学探究』などの著作を英訳するとともに、彼の死後、遺稿管理人の一人に選任される。ウィトゲンシュタインの後任としてケンブリッジ大学哲学教授となった。
1957年の著作『インテンション』で与えた行為の分析は現代の行為の哲学に大きな影響を与え、ドナルド・デイヴィドソンの業績とともに古典の地位を得ている。1958年の論文「近代道徳哲学」で帰結主義を批判し、徳倫理学の成立に大きな影響を与えた。

## 生涯
1919年3月18日、アイルランド・リムリック生まれ。母はガートルード・エリザベス・アンスコム。父はアラン・ウェルズ・アンスコム（旧姓:トマス）。両親はともに教育者。
1937年、シデナム高等学校卒業、オックスフォード大学セント・ヒューズ・カレッジ(en)入学。同年、カトリックへ改宗。その一年後、彼女はピータ・トマス・ギーチと出会う。三つ年上のギーチは哲学科の学生であり、彼もカトリックに改宗していた。1941年に二人は結婚し、のちに三男四女を儲けた。同年、アンスコムは古典学のコースで同大でも最難関と言われる Literae humaniores を優等学位 (First Class Honours) で卒業する。
アンスコムは1942年から1945年までケンブリッジ大学の女子大ニューナム・カレッジ(en)で大学院生として研究を始める。そこで彼女はルートヴィヒ・ヴィトゲンシュタインの講義に出席した。
ケンブリッジでの奨学金給金研究員の期間を終えると、彼女は1946年にオックスフォード大学サマーヴィル・カレッジで博士研究員（後に研究員）に任命される。1946年から1947年頃に、彼女は自身の研究院生の W. A. ヒジャブとともに1週間ケンブリッジに滞在し、ヴィトゲンシュタインとともに宗教哲学の指導を受けた。
彼女はヴィトゲンシュタインのお気に入りの弟子かつ彼の最も親しい友の一人となった。彼が一般的に女性の大学人を嫌っていたことの例外として、ヴィトゲンシュタインはアンスコムに愛称「老人(old man)」を用いて好意的に言及している。彼女が自分の思想を正しく理解しているとヴィトゲンシュタインが信頼していたことは彼が彼女を『哲学探究』の翻訳者に指名したことからわかる。指名されたとき彼女はドイツ語を習得しておらず、ヴィトゲンシュタインは彼女のドイツ語習得のためにウィーンに住居を用意した
アンスコムは1947年にヴィトゲンシュタインがケンブリッジを去って後もたびたび彼を訪問し、1951年ケンブリッジで彼が死の淵にあるころにも彼を見舞った。ヴィトゲンシュタインは彼女をラッシュ・リーズやゲオルグ・フォン・ウリクトともども遺著管理者に指名した。1951年に彼が没したのちに、アンスコムはヴィトゲンシュタインの草稿・遺稿の編集・翻訳・公刊の責任を負った。
アンスコムは1946年から1970年までサマーヴィル・カレッジに所属した。彼女は自身の信仰に対する悪口に関して公に激しい議論を行うのを厭わないことでも知られた。1956年にオックスフォード大学で研究員だった頃、トルーマン大統領に対して名誉学位授与の決定したオックスフォード大学に対して抗議した。それ以前に彼女はトルーマンが広島と長崎に原爆を投下したことを批判していた。
1960、1970年代に、彼女はローマ・カトリック教会の避妊反対を擁護する記事を書いてリベラル派の同僚に対する嫌悪感を露わにした。後半生において、彼女は妊娠中絶が合法化されて以降にイギリスの妊娠中絶を行っている医院に対する抗議を行って2度逮捕されている。
アンスコムは1970年にケンブリッジ大学の哲学教授に任じられ、そこに1986年に引退するまで勤めた。1979年にはアメリカ芸術科学アカデミーの外国人名誉会員に選出された。
後半生には、アンスコムは心臓病に悩まされた。一方1996年には自動車事故で瀕死の重傷を負った。晩年にはケンブリッジで家族に介護されながら過ごした。彼女は2001年1月5日に夫や自分の7人の子供のうちの4人に看取られながら81歳で死去した。
彼女は埋葬してほしい場所を言わなかったので、遺族は彼女を、現在のアセンション・パリッシュ・ビュリアル・グラウンドに埋葬することに決定した。同地は彼女の家から最も近い墓地であった。火葬にしなければ埋葬するのに十分な大きさの区画が得られなかった。共同墓地の新しい区画では十分でなかったためにエリー司教管区の責任者との交渉の末に最終的に得たのは古い墓で、50年前にヴィトゲンシュタインが埋葬された区画の角向かいであった。

### C・S・ルイスとの議論
若き哲学研究員だった頃、アンスコムは恐るべき議論家としての名声を得た。1948年に、彼女はオックスフォード大学のソクラティック・クラブの会合で論文を提出し、その中でC・S・ルイスの、自然主義は自己論駁的だという主張(彼の著書『奇跡』(en:Miracles (book)第3章で主張された)を批判した。ルイスの取り巻きの中には、特にジョージ・セイヤーやデレック・ブルワーのようにルイスはアンスコムの提出した論文に続く議論に敗北し、この敗北が屈辱的であったがために彼は神学的議論を行わなくなり、祈祷や児童文学に完全に転向したと評するものもいる。ルイスに与えた影響のアンスコム自身による論評は幾分か異なっていた:
ルイスがあの章を書き直したことや、今では[アンスコムの反論に耐えられるようになった]質になったことは、彼の誠実さ・真面目さを示している。私が論文を読み上げたソクラティック・クラブの会合は何人かの彼の友人によって恐ろしく衝撃的な経験で彼を激しく狼狽えさせたと記録されている。ハヴァード博士(その数週間後にルイスと私を夕食に招待した)もジャック・ベネット教授もルイスの側の感触を覚えておらず[…]。私自身の記憶では特定の非常に明確な批判に関する冷静な議論の機会で、ルイスの再考と改訂は彼の精確さの証左であった。彼の友人たちは心理学で投影と言われる現象としての主題や実際の議論の興味をもっていないのだと私は解釈することにしている。
論争の結果、ルイスは実質的に1960年のペーパーバック版での『奇跡』第3章を書き直すことになった。

## 著作

### ヴィトゲンシュタインに関して
彼女はヴィトゲンシュタインの1921年の著作『論理哲学論考』について『ヴィトゲンシュタイン『論考』入門』(1959)を書いた。同書の中で彼女はヴィトゲンシュタインの思想に対するフレーゲの影響の重要さを前面に押し出し、論理実証主義者たちの『論考』解釈を批判した。彼女はラッシュ・リーズとともにヴィトゲンシュタインの死後二冊目に出された『哲学探究』(1953年)の編纂を行った。同時に彼女による同書の英訳が出版され、今でも標準となっている。また、彼女はヴィトゲンシュタインの遺稿から数巻にわたる選集を編纂し、例えば『数学の基礎』(1956)のようにそのうちのいくらかを英訳した。

### 倫理学
アンスコムは論文「現代の道徳哲学」(1958) においてヘンリー・シジウィック以降のイギリス道徳哲学者をすべて「帰結主義」と呼んで批判した。「現代の道徳哲学」では次の三つの主張がなされている。
第一のテーゼ
適切な心理の哲学を得るまでは、道徳哲学から利益を得ることはできない。
第二のテーゼ
ユダヤ-キリスト教的な道徳理解を失った現代では、道徳的な「べし」という概念は理解不可能であるから放棄すべきである。
第三のテーゼ
帰結主義者の間の意見の相違は重要ではない。

### 一人称
彼女の論文「一人称」は「私」という語(I-expression)は何も指示しない（例えば、発話者を指示しない）ことを主張する。

## 書誌
- Intention (1957), ISBN 978-0674003996
- An Introduction to Wittgenstein's Tractatus (1959), ISBN 978-1890318543
- Three Philosophers (1961), with P. T. Geach, on Aristotle, Aquinas and Frege
- Causality and Determination (1971), ISBN 0-521-08304-4
- Times, Beginnings and Causes (1975), ISBN 0-19-725712-7
- The Collected Philosophical Papers of G. E. M. Anscombe (3 vols., 1981):
  1. From Parmenides to Wittgenstein, ISBN 0-631-12922-7
  2. Metaphysics and the Philosophy of Mind, ISBN 0-631-12932-4
  3. Ethics, Religion and Politics, ISBN 0-631-12942-1
- Human Life, Action and Ethics: Essays (2005), ISBN 1-84540-013-5
- La filosofia analitica y la espiritualidad del hombre (2005), ISBN 84-313-2245-4 [Includes some papers not yet published in English]
- Faith in a Hard Ground. Essays on Religion, Philosophy and Ethics (2008) ISBN 978-1845401214

- From Plato to Wittgenstein(2011) ISBN 9781845402334 paperback ISBN 9781845402327 cloth

### 日本語訳
- 『インテンション―実践知の考察』菅豊彦訳、産業図書、1984年12月、ISBN 978-4782800218
- 『哲学の三人―アリストテレス・トマス・フレーゲ』P.T. ギーチと共著、野本和幸・藤沢郁夫訳、勁草書房、1992年4月、ISBN 978-4326198863
- 「実践的推論」早川正祐訳、『自由と行為の哲学』現代哲学への招待Anthology、春秋社、2010年8月、ISBN 978-4393323243
- 「現代道徳哲学」生野剛志訳、『現代倫理学基本論文集Ⅲ 規範倫理学篇2』双書現代倫理学6、大庭健編、古田徹也監訳、勁草書房、2021年8月、ISBN 978-4-326-19972-3
- 『インテンション―行為と実践知の哲学』柏端達也訳、岩波書店、2022年3月、ISBN 978-4000615273

## 参照
- Proceedings of the British Academy (2001): Jenny Teichmann, Biographical memoir "Gertrude Elizabeth Margaret Anscombe"
- The Guardian (11 January, 2001): Obituary: Elizabeth Anscombe
- http://www.crisismagazine.com/september2004/cloud.htm "Crisis Magazine" (September 2004): pithy memoir by Fr. George Rutler
- First Things (May 2001, 11-13): G.E.M. Anscombe: Living the Truth- an obituary or memoir by Professor John Dolan.
- Frequently Asked Questions about C.S. Lewis: "Were Lewis's proofs of the existence of God from Miracles refuted by Elizabeth Anscombe?"
- Monk, Ray (1990/1991): Ludwig Wittgenstein: The Duty of Genius. New York: Penguin Books. ISBN 0-14-015995-9.
- “Professor G E M Anscombe”. telegraph.co.uk. (2001年11月22日) 2008年2月1日閲覧。

## 関連文献
- Roger Teichmann, The Philosophy of Elizabeth Anscombe (Oxford, Oxford University Press, 2008), ISBN 0-19-929933-1
- Webpage on Elizabeth Anscombe: bibliography, conferences, links
- G. E. M. Anscombe: Contraception and Chastity
- The text of Mr Truman's Degree, the pamphlet Anscombe distributed concerning Truman's honorary Oxford degree.
- G. E. M. Anscombe: On Transubstantiation
- G. E. M. Anscombe: The First Person